# Павлове (Локнянський район)
Павлове (рос. Павлово) — село у Локнянському районі Псковської області Російської Федерації. Входить до складу Михайловської волості.

## Географія
Село розташоване за 2 км. на захід від районного центру смт. Локня та за 147 км від обласного центру міста Псков.

## Клімат
Клімат села помірно-континентальний, з м'якою зимою та теплим літом. Опадів більше випадає влітку і на початку осені.

## Історія
Село з 2011 року входило до складу сільського поселення «Локнянська волость», від 30 березня 2015 року в складі сільського поселення «Михайловська волость».

## Населення
Станом на 2011 рік чисельність населення села — 36 осіб.
| 2000 | 2002 | 2010 | 2011 |
| ▬ 46 | ▲ 53 | ▼ 44 | ▼ 36 |